# 工資政策
經濟學中的工資政策是經濟體範圍內的工資和價格管制，最常作為對通貨膨脹的反應而制定，並且通常尋求將工資和價格確立在自由市場水平之下。
工資政策包括國家的經濟政策措施，這些措施通常與工商團體與勞工團體合作，影響工資和物價的發展。工資政策的一個主要目標是通過穩定價格水平來對抗通貨膨脹。這將工資政策與旨在影響收入分配的政策區分開來。除了經濟和穩定政策目標外，國家工資政策還可以旨在確保最低收入。
工資政策是“經濟政策工具的一部分”，起源於充分就業與貨幣/物價穩定之間的目標衝突。英國和瑞典充分就業政策的早期倡導者將其視為解決這種權衡的補償工具。根據英國福利經濟學家威廉·貝弗里奇的說法，在“工資辦公室”的幫助下，充分就業所預期的工資政策的通脹效應應該得到控制。
戰爭時期經常採用工資政策。在法國大革命期間，《普遍最高限價法》實施了價格管制（處以死刑），但未能成功遏制通貨膨脹，第二次世界大戰後也曾嘗試過此類措施。1971 年 8 月，美國採用和平時期的工資政策來應對通貨膨脹。工資和價格管制最初是有效的，但在 1973 年 1 月限制性變得更少，後來當它們似乎對抑制通貨膨脹沒有作用時被取消。 工資政策在二戰期間在英國取得成功，但在戰後時代卻不太成功。

## 參看
- 最低工資